# Xylosma papuanum
Xylosma papuanum är en videväxtart som först beskrevs av August Adriaan Pulle, och fick sitt nu gällande namn av Ernest Friedrich Gilg. Xylosma papuanum ingår i släktet Xylosma och familjen videväxter. Inga underarter finns listade i Catalogue of Life.